# Tochukwu Oluehi
Tochukwu Oluehi (2 de maio de 1987) é uma futebolista nigeriana que atua como goleira.

## Carreira
Tochukwu Oluehi integrou o elenco da Seleção Nigeriana de Futebol Feminino, nas Olimpíadas de 2008. 